# Phalaenopsis 'Golden Sands'
Phalaenopsis 'Golden Sands' est un cultivar hybride artificiel d'orchidées, du genre Phalaenopsis. Il est à l'origine de nombreux hybrides de couleur jaune.

## Parenté
- Phal. 'Golden Sands' = Phalaenopsis 'Fenton Davis Avant' × Phalaenopsis lueddemanniana var. ochracea (officiellement)[2],[3]
- = Phal. 'Fenton Davis Avant' × Phalaenopsis fasciata (selon de nombreux experts en botanique)[3]

## Descendance
- Phalaenopsis 'Liu Tuen-Shen' |Phalaenopsis 'Liu Tuen-Shen'= Phal. 'Golden Sands' × Phalaenopsis gigantea.
- Phalaenopsis 'Butterball' = Phal. 'Golden Sands' × Phalaenopsis stuartiana.
- Phalaenopsis 'Golden Amboin' = Phal. 'Golden Sands' × Phalaenopsis amboinensis.
- Phalaenopsis 'Golden Bells' = |Phalaenopsis 'Golden Bells'Phal. 'Golden Sands' × Phalaenopsis venosa
- Phalaenopsis 'Goldiana' = Phal. 'Golden Sands' × Phalaenopsis lueddemanniana

## Cultivars
- Phal. 'Golden Sands'Bal Harbour'
- Phal. 'Golden Sands Canary'
- Phal. 'Golden Sands Beachcomber’
- Phal. 'Golden Sands 'Diplomat'
- Phal. 'Golden Sands Miami'
- Phal. 'Golden Sands Orchidglade'
- Phal. 'Golden Sands Toni'